# Grant Kenny
Grant Hayden Kenny, OAM (* 14. Juni 1963 in Maryborough) ist ein ehemaliger australischer Kanute.

## Erfolge
Grant Kenny trat bei den Olympischen Spielen 1984 in Los Angeles mit Barry Kelly im Zweier-Kajak auf der 1000-Meter-Distanz an. Nach zweiten Plätzen im Vorlauf und im Halbfinale gelang ihnen der Einzug in den Endlauf. Das Finalrennen absolvierten sie schließlich in 3:26,80 Minuten, womit sie hinter den Kanadiern Hugh Fisher und Alwyn Morris sowie Bernard Brégeon und Patrick Lefoulon aus Frankreich die Bronzemedaille gewannen. Auch bei den Weltmeisterschaften 1986 in Montreal sicherte sich Kenny mit Steve Wood in dieser Disziplin Bronze.
Vier Jahre darauf gehörte Kenny bei den Olympischen Spielen in Seoul zum australischen Aufgebot im Vierer-Kajak. Auch in dieser Konkurrenz erreichte er das Finale und verpasste als Viertplatzierter knapp einen weiteren Medaillengewinn. Der Rückstand auf den drittplatzierten DDR-Vierer betrug 1,33 Sekunden.
Er war zeitweise mit Lisa Curry verheiratet, die Australien dreimal als Schwimmerin bei Olympischen Spielen vertrat. Unter anderem für seine Verdienste im Kanusport erhielt er die Medal of the Order of Australia. 2000 erhielt er die Australian Sports Medal und im Jahr darauf die Centenary Medal.